# Palmar
Palmar là một khu tự quản thuộc tỉnh Santander, Colombia. Thủ phủ của khu tự quản Palmar đóng tại Palmar Khu tự quản Palmar có diện tích 250 ki lô mét vuông. Đến thời điểm ngày 28 tháng 5 năm 2005, khu tự quản Palmar có dân số 1048 người.